# Ellen Hutchins
Ellen Hutchins (1785–1815) fue una pionera botánica irlandesa. Es reconocida por sus ilustraciones botánicas en publicaciones contemporáneas así como recogiendo e identificando centenares de especímenes botánicos.

## Biografía
Ellen era de Ballylickey, donde su familia tuvo una propiedad pequeña, en Bantry Bay, Condado de Cork, Irlanda. Nació el 17 de marzo de 1785 en Ballylickey, el segundo vástago superviviente más joven de sus padres. Su padre, Thomas, era un magistrado quién murió cuándo Ellen tenía dos años , dejando a su mujer Elinor y seis niños supervivientes (de veintiún). Ella fue enviada a una escuela cerca de Dublín, y mientras allí, su salud se deterioró, en gran parte aparece por estar anoréxica. El Dr. Whitley Stokes, un amigo familiar, la tomó bajo su cuidado y el de su mujer en su casa en Harcourt Street, Dublín. Recuperó su apetito y salud; y, también siguió el consejo de Stokes para tomar la historia natural como un pasatiempo saludable. Después de mejorar su salud, regresó a su hogar familiar para cuidar de su madre y su hermano discapacitado Thomas.
Aun así, su salud propia declinó otra vez y por 1812 se enfermó seriamente. Ella y su madre se mudaron a Bandon en 1813 para recibir cuidado médico. Después que su madre murió allí en 1814, se fue a Ardnagashel House, cercano a Ballylickey, para ser cuidada por su hermano Arthur y su mujer Matilda. Falleció el 9 de febrero de 1815 y fue inhumada en el viejo Cementerio de Bantry. Su tumba estaba sin marcas, y se ubicó una placa en 2002 por la familia Hutchins. Otro monumento se colocó allí en 2015, en el bicentenario de su muerte, por el Comité Nacional de Placas conmemorativas en Ciencia y Tecnología.

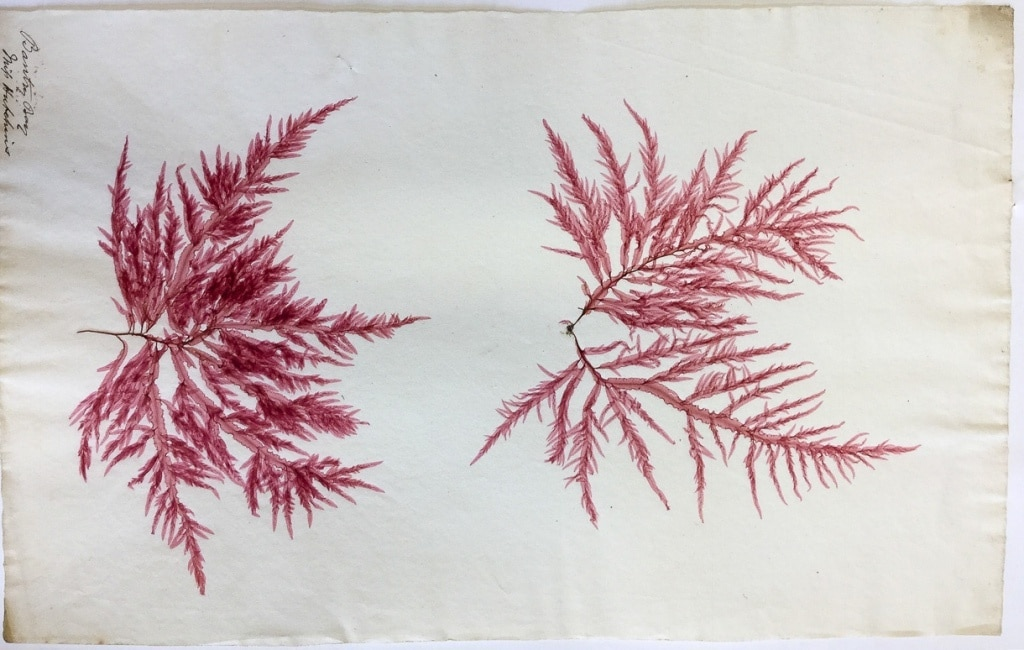
Algas marinas

## Ilustraciones y recolecciones botánicas
Se centró en la botánica (especialidad propia de Stokes) y pasó mucho tiempo fuera de su gabinete, acompañada por las ocupaciones de identificar, registrar y dibujar las plantas que recogió. Estudió plantas, especializándose en criptógamas como musgos, hepáticas, líquenes y algas marinas.
Casi todas sus recolecciones las emprendió en el área de Banty y en el Condado Cork. La flora lusitania de Cork del oeste era comparativamente desconocida en ese tiempo. Aprendió rápida y claramente que tenía un regalo en la identificación de plantas, produciendo dibujos muy detallados, acuarelas, y especímenes meticulosamente preparados. Envió muestras a Stokes, que luego pasó a otros botánicos. A través de Stokes se familiarizó con James Townsend Mackay, un curador en el Jardín Botánico del Trinity College. La ayudó en la clasificación de sus plantas recogidas y contribuyó a su Flora Hibernica. En 1807, Mackay envió sus especímenes a Dawson Turner un botánico en Great Yarmouth en el este de Anglian, de costas de Inglaterra, para su publicación Fuci. La nota de agradecimiento de Turner fue el comienzo de una correspondencia de siete años e intercambio de especímenes y dibujos. Una selección de esas cartas se publicó por los Jardines Botánicos Nacionales Glasnevin, Dublín en 1999. Esa publicación también hizo reimpresiones de la lista de casi 1100 plantas, que preparó entre 1809 y 1812, en la petición de Dawson Turner para "un catálogo completo de plantas de todas las clases que se han hallado en vuestra vecindad".
Durante sus búsquedas de especímenes, registró más de 400 especies de plantas vasculares, alrededor de 200 especies de algas, 200 briófitas y 200 líquenes. Entre los dos últimos grupos descubrió, para la ciencia, varias especies nuevas como Jubula hutchinsiae, Herberta hutchinsiae, Leiocolea bantriensis, el liquen Thelotrema isidiodes y otras tres especies de líquenes que llevan su epónimo. Las diferencias entre sus listas de especies; y, registros posteriores de Cork son también de interés, ya que ayudan a fechar disminuciones de algunas especies causadas por cambios en las prácticas agrícolas, así como la llegada de especies invasoras de otras partes del mundo .
Su capacidad de encontrar plantas nuevas, y la calidad de sus dibujos de especímenes ilustrados, causaron admiración de los botánicos principales, y su trabajo fue presentado en muchas publicaciones.
A pesar de que ella nunca publicó bajo su nombre propio, fue una de las principales contribuyentes al desarrollo de las ciencias vegetales de su época. Al principio, rechazaba que su nombre se asociara con sus hallazgos, más pronto cedió. Los volúmenes más tardíos de English Botany (1790–1814) de James Sowerby y James Edward Smith incluyen descripciones de sus descubrimientos. El último escribió de ella que "ella puede encontrar casi cualquier cosa". Dawson Turner, en su Fuci (4 v. 1808–19) en 1819, después de su muerte dijo "Que la botánica había perdido a una votante tan infatigable como ella: aguda, y tan exitosa como infatigable." En la monografía de William Hooker sobre líquenes British Jungermanniae (1816), su nombre estaba más o menos relacionado con casi todas las especies raras mencionadas en ella.
Sus raros hallazgos incluían líquenes y contribuyó al trabajo de Lewis Weston Dillwyn British Confervae (1802–9).
Fue una jardinera entusiasta, y sembró plantas incluyendo unas enviadas por Mackay, en un campo en Ballylickey, conocido como el Jardín de Miss Ellen. Estaba en su mejor momento en el jardín, o en su pequeño bote, recogiendo algas, que luego traía a su casa para clasificar y pintar.

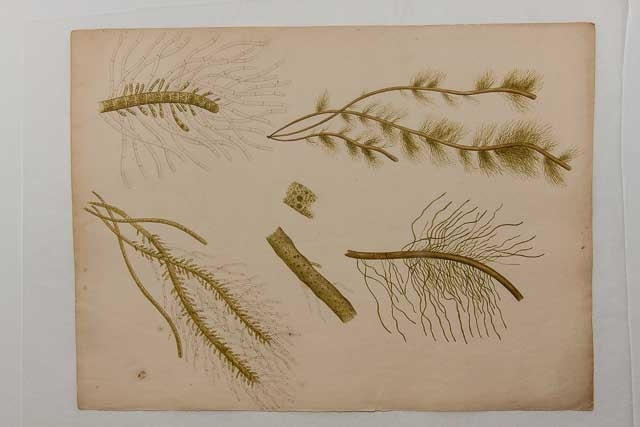
Dibujo de Ellen Hutchins

## Honores

### Plantas nombradas con su epónimo

#### Génerosde planta vascular
- Hutchinsia (hoy Hornungia) Brassicaceae. El nombre común "Hutchinsia" persiste en el Reino Unido para Hornungia petraea C. Agardh.

#### Especies de líquenes
- Lecania hutchinsiae
- Pertusaria hutchinsiae
- Enterographa hutchinsiae

#### Algas marinas
- Cladophora hutchinsiae (Dillwyn) Kützing (= Conferva hutchinsiae Dillwyn)[15]
- Dasya hutchinsiae Harvey[16]

#### Briófitas
- Jubula hutchinsiae
- Ulota hutchinsiae

## Legado
Sus especímenes se hallan en las colecciones más significativas del Reino Unido, Irlanda y EE. UU. Legó su colección de especímenes de planta a Dawson Turner y muchos están en el Museo de Historia Natural, Londres. Sus dibujos les fueron dados a su cuñada, Matilda, y ella a Dawson Turner, y hoy doscientos de sus dibujos de algas se hallan en los archivos del Real Jardín Botánico de Kew, con algunos almacenados en el Museo de la ciudad de Sheffield. Y, especímenes y dibujos que habían sido enviados a botánicos principales, y presentados en sus publicaciones, fueron a sus colecciones. Ellos incluyen colecciones en Trinity College, Dublín; la Sociedad Linneana de Londres (colección de Smith); y el Jardín Botánico de Nueva York (Herbario William y Lynda Steere). Sus cartas a Dawson Turner se hallan en Trinity College, Cambridge; y las letras de Dawson Turner a ella en Kew Gardens.